# Gugure! Kokkuri-san
Gugure! Kokkuri-san (jap. 繰繰れ! コックリさん) – manga autorstwa Midori Endō, publikowana na łamach magazynu „Gangan Joker” wydawnictwa Square Enix od lipca 2011 do listopada 2016.
Na jej podstawie studio TMS Entertainment wyprodukowało serial anime, który emitowano od października do grudnia 2014.

## Fabuła
Kohina Ichimatsu to pozbawiona wyrazu uczennica podstawówki, która mieszka sama, uważa się za lalkę i żywi się wyłącznie makaronem instant. Pewnego dnia przywołuje lisiego ducha Kokkuri-san, który widząc jej niezdrowy styl życia, postanawia zostać jej opiekunem i odpowiednio ją wychować. W ten sposób zaczyna się nowe życie Kohiny, nawiedzanej przez różne wyjątkowe duchy.

## Bohaterowie
- Kohina Ichimatsu (jap. 市松 こひな Ichimatsu Kohina)

Seiyū: Ryō Hirohashi 
- Kokkuri-san (jap. コックリさん)

Seiyū: Daisuke Ono (mężczyzna), Ryōko Shiraishi (kobieta) 
- Inugami (jap. 狗神)

Seiyū: Takahiro Sakurai (mężczyzna), Chiwa Saitō (kobieta) 
- Shigaraki (jap. 信楽)

Seiyū: Jōji Nakata 
- Tama (jap. タマ)

Seiyū: Yukana 
- Jimeko-san (jap. じめ子さん)

Seiyū: Hisako Kanemoto 
- Yamamoto-kun (jap. 山本君)

Seiyū: Kazutomi Yamamoto 
- Tengu (jap. 天狗)

Seiyū: Kōsuke Toriumi 
- Kureha (jap. 紅葉)

Seiyū: Rina Satō 

## Manga
Manga była publikowana w magazynie „Gangan Joker” wydawnictwa Square Enix od 22 lipca 2011 do 22 listopada 2016. Jej rozdziały zostały zebrane w 12 tomach tankōbon, opublikowanych między 22 grudnia 2011 a 21 stycznia 2017.
| Nr  | Data wydania (język japoński) | ISBN (język japoński)  |
| --- | ----------------------------- | ---------------------- |
| 1   | 22 grudnia 2011               | ISBN 978-4-7575-3450-6 |
| 2   | 27 lipca 2012                 | ISBN 978-4-7575-3632-6 |
| 3   | 22 października 2012          | ISBN 978-4-7575-3756-9 |
| 4   | 22 marca 2013                 | ISBN 978-4-7575-3906-8 |
| 5   | 22 sierpnia 2013              | ISBN 978-4-7575-3957-0 |
| 6   | 22 marca 2014                 | ISBN 978-4-7575-4255-6 |
| 7   | 22 września 2014              | ISBN 978-4-7575-4419-2 |
| 8   | 22 grudnia 2014               | ISBN 978-4-7575-4507-6 |
| 8,5 | 22 grudnia 2014               | ISBN 978-4-7575-4460-4 |
| 9   | 22 maja 2015                  | ISBN 978-4-7575-4488-8 |
| 10  | 21 listopada 2015             | ISBN 978-4-7575-4803-9 |
| 11  | 22 marca 2016                 | ISBN 978-4-7575-4914-2 |
| 12  | 21 stycznia 2017              | ISBN 978-4-7575-5222-7 |

Spin-off, zatytułowany Gugure! Shigaraki-san: Gugure! Kokkuri-san Shigaraki ojiisan spin-off (jap. 愚愚れ! 信楽さん ―繰繰れ! コックリさん 信楽おじさんスピンオフ―), ukazywał się w magazynie „Gangan Joker” od 22 sierpnia 2014 do 22 stycznia 2016. Wydawnictwo Square Enix zebrało jego rozdziały w 4 tankōbonach, wydawanych od 22 grudnia 2014 do 22 marca 2016.
| Nr | Data wydania (język japoński) | ISBN (język japoński)  |
| -- | ----------------------------- | ---------------------- |
| 1  | 22 grudnia 2014               | ISBN 978-4-7575-4508-3 |
| 2  | 22 maja 2015                  | ISBN 978-4-7575-4646-2 |
| 3  | 21 listopada 2015             | ISBN 978-4-7575-4804-6 |
| 4  | 22 marca 2016                 | ISBN 978-4-7575-4915-9 |

## Anime
Telewizyjny serial anime, wyprodukowany przez studio TMS Entertainment i wyreżyserowany przez Yoshimasę Hiraike, był emitowany w Japonii od 5 października do 21 grudnia 2014. Utwory otwierające i zamykające serię to odpowiednio „Welcome!!! DISCO kemokemoke” (jap. Welcome!!DISCOけもけもけ?) w wykonaniu Daisuke Ono, Takahiro Sakuraia i Jōjiego Nakaty oraz „This Merry-Go-Round Song” autorstwa Suemitsu Atsushiego.